# 19 de outubro na Igreja Ortodoxa

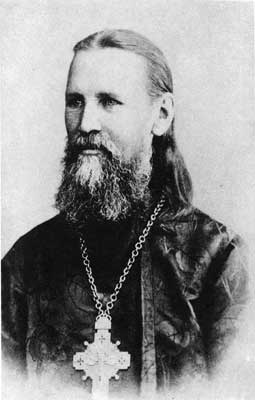
São João de Kronstadt em fotografia.

Esta página trata das comemorações relativas ao dia 19 de outubro no ano litúrgico ortodoxo.
Todas as comemorações fixas abaixo são comemoradas no dia 1 de novembro pelas igrejas ortodoxas sob o Velho Calendário. No dia 19 de outubro do calendário civil, as igrejas sob o Velho Calendário celebram as comemorações listadas no dia 6 de outubro.

## Santos

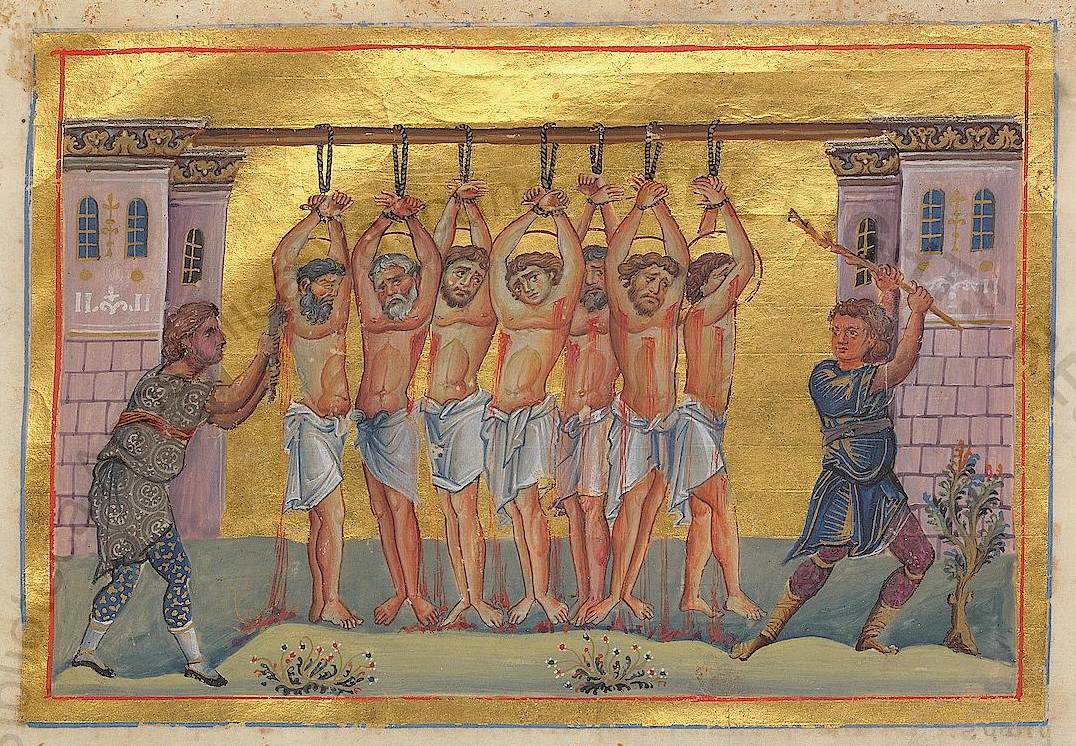
São Varo, e seis monges-mártires com ele, no Menológio de Basílio II.

- Profeta Joel (séculos IX e VIII a.C.)[1][2][3][4][5]
- São Mnason de Tamassos, no Chipre, mencionado nos Atos dos Apóstolos[6][4][7][8][9]
- Mártires Ptolomeu e Lúcio, em Roma, sob Antonino Pio (c. 165)[10][11]
- Hieromártir Félix o Presbítero e Eusébio o Diácono, pela espada.[8][12]
- Mártir Varo (Ouarus)[13][4][14][15] e seis outros com ele,[8][16][17] no Egito (c. 307)[2][18][19][11]
- Bem-Aventurada Cleópatra (327) e seu filho João (320), no Egito.[2][4][20][21]
- Hieromártir Shahdost (Sadoc, Sadoth), Bispo da Pérsia, e 120 mártires com ele (342)[8][22][2][23]
- Santo Altino (Attinus), fundador das igrejas em Orléans e Chartres e talvez mártir (século IV)[10]
- Santo Eustério, quarto Bispo de Salerno (século V)[11][10]
- São Lupo de Soissons, sobrinho de São Remígio de Reims e Bispo de Soissons (c. 540)[10]
- São Verão, Bispo de Cavaillon (590)[11][10]
- Santo Ethbin, monge, então hermitão perto de Kildare, Irlanda (c. 600)[11][10][24]
- São Leôncio o Filósofo, do Mosteiro de São Savas (624)[2][4][8][25]
- Santo Aquilino, Bispo de Évreux e Confessor (695)[11][10]
- São Desidério, monge em Lonrey e discípulo de São Sigirano, hermitão perto de Bourges (c. 705)[10]
- São Teofredo (Theofroy, Chaifre) de Orange, Abade de Carmery-en-Velay, martirizado por muçulmanos invasores (728)[10]
- Santa Fridesvida (Friðuswīþ) de Oxford, Abadessa Real (c. 735)[2][8][11][26][10][24][27]
- Santa Laura de Córdova, martirizada pelos mouros (864)[10]
- São Prócoro de Pechenga (Pčinja), Abade, no Deserto de Vranski (século X)[28][2][26]
- Santo Ednoto o jovem (Eadnoth, Ednoth, Eadnot), Abade de Ramsey e Bispo de Dorchester, martirizado pelos dinamarqueses (1016)
- Novo Monge-Mártir Nicolau Dvali de Jerusalém (1314)[2][26][29]
- São Gabriel, Arquimandrita (Abade) da Cete de Santo Elias, Monte Athos (1901)[2][26]
- São João de Kronstadt, Taumaturgo (1908)[2][26]
- Santo Antônio (Abashidze), Archbishop-Schema, da Lavra das Cavernas de Kiev (1942)[2]
- Novo Hieromártir Aleixo Stavrovsky, Presbítero, de Petrogrado (1918)[2][26]
- Novo Hieromártir Sérgio Pokrovsky, Presbítero (1937)[18][26][30]

## Outras comemorações

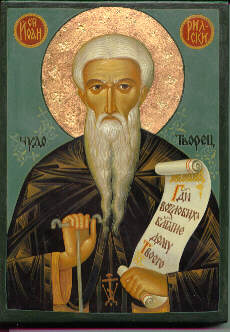
Ícone do Venerável João de Rila.

- Primeira translação (1187) das relíquias do Venerável João de Rila, fundador do Mosteiro de Rila, na Bulgária (946)[2][8][18][26][31][32][33]
- Sinaxe do ícone da Toda Santa Rainha, em Muzaci, Carditsa, Grécia.[34]